# Битка код Регилског језера
Битка на Регилском језеру је била легендарна римска победа над Латинском лигом убрзо након успостављања Римске републике и као део ширег Латинског рата . Латине су предводили Тарквиније Охоли, седми и последњи краљ Рима, који је протеран 509. пре Христа, и његов зет Октавије Мамилије, диктатор Тускула. Битка је означила последњи покушај Тарквина да поврате свој престо. Према легенди, Кастор и Полидеук су се борили на страни Римљана.

## Позадина
Претња инвазије бивших савезника Рима у Лацијуму довела је до именовања Аула Постумија Албуса за диктатора.
Година у којој се битка одиграла је нејасна и нејасна је од давнина. Ливије смешта битку у 499. пре Христа, али каже да неки од његових извора такође сугеришу да се битка догодила током Постумијевог конзулства 496. пре Христа. Други главни извор за овај историјски период, Дионисије из Халикарнаса, такође смешта битку у 496. пре Христа. Неки савремени аутори су предложили 493. или 489. пре Христа.
Језеро Регил се налазило у остацима вулканског кратера између Рима и Тускулума. Језеро је исушено у четвртом веку пре нове ере.
Према Ливију, Волсци (суседно племе јужно од Лацијума) подигли су трупе да пошаљу у помоћ Латинима против Рима; међутим, журба римског диктатора да се укључи у битку значила је да Волскине снаге нису стигле на време.

## Битка
Диктатор Постумије је предводио римску пешадију, док је Тит Аебутиус Елва био Магистер Екуитум (Господар коња). Тарквина је пратио његов најстарији и последњи преостали син, Тит. Речено је да је присуство Тарквина изазвало Римљане да се боре страственије него у било којој претходној бици.
Рано у бици, краљ је повређен у нападу на Постумија. Магистер екуитум је јурио на Мамилија и обојица су рањени: Ебуције у руку, а латински диктатор у груди. Магистер екуитум је морао да се повуче са терена и усмери своје трупе из даљине. Краљеви војници, укључујући многе прогнане Римљане, почели су да надјачавају републиканске снаге, а Римљани су претрпели неуспех када је Марко Валерије Волус убијен копљем док је нападао Тита Тарквинија. Међутим, Постумије је довео свеже трупе из свог телохранитеља и зауставио напредак изгнаника.
У међувремену, Тит Херминије Аквилин, који је стекао славу борећи се заједно са Хорацијем код Субликијског моста, и служио као конзул 506. пре Христа, ангажовао је Мамилија и убио га; али док је покушавао да скине свог палог непријатеља и преузме плен, Херминије је убијен копљем. Пошто је исход битке изгледао под сумњом, Постумије је наредио коњици да сјаше и нападне пешке, приморавши Латине да се повуку и заузму латински логор. Тарквиније и латинска војска су напустили терен, што је резултирало одлучујућом римском победом. Постумије се вратио у Рим са својом војском и прославио тријумф.
Популарна легенда извештава да су се близанци, Кастор и Полидеук борили заједно са Римљанима, преображени у два млада коњаника. Постумије је наредио да се сагради храм у њихову част на Римском форуму, на месту где су напојили своје коње.